# جام پرزیدنت اقیانوسیه ۲۰۱۴
جام پرزیدنت اقیانوسیه اولین دوره از جام پرزیدنت اقیانوسیه بود، رقابتی که توسط کنفدراسیون فوتبال اقیانوسیه (اواف‌سی) بین تیم‌های دعوت کننده باشگاهی و ملی برگزار شد. تصمیم برای ایجاد این رقابت در کمیته اجرایی اواف‌سی در مارس ۲۰۱۴ تایید شد. مسابقات افتتاحیه در اوکلند، نیوزیلند بین تاریخ‌های ۱۷ تا ۳۴ نوامبر ۲۰۱۴ برگزار شد، که اوکلند سیتی، آمیکال را در فینال شکست داد و جام پرزیدنت ۲۰۱۴ را برد.

## فرمت
در مجموع شش تیم در این مسابقات شرکت کردند: قهرمانان و نایب قهرمانان لیگ قهرمانان اقیانوسیه، دو تیم از کنفدراسیون فوتبال آسیا و دو تیم دعوت شده دیگر.
مسابقات در دو گروه سه تیمی برگزار شد که تیم برتر هر گروه به فینال راه یافتند و تیم‌های باقی مانده به مسابقات مقام سوم و پنجم صعود کردند.

## تیم‌ها
اواف‌سی به طور رسمی تیم‌های شرکت کننده را در ۱۹ سپتامبر ۲۰۱۴ اعلام کرد.
| کنفدراسیون | تیم                | نحوه صعود                                  |
| ---------- | ------------------ | ------------------------------------------ |
| اواف‌سی     | اوکلند سیتی        | قهرمان لیگ قهرمانان اقیانوسیه ۱۴–۲۰۱۳      |
| اواف‌سی     | آمیکال             | نایب قهرمان لیگ قهرمانان اقیانوسیه ۱۴–۲۰۱۳ |
| اواف‌سی     | فیجی زیر ۲۰ سال    | دعوت شدگان                                 |
| ای‌اف‌سی     | البسیتین           | دعوت شدگان                                 |
| ای‌اف‌سی     | سنگاپور زیر ۲۳ سال | دعوت شدگان                                 |
| کونکاکاف   | بودن تاون          | دعوت شدگان                                 |

## مکان
این مسابقات در تراستس آرنا در اوکلند، نیوزیلند برگزار شد.

## مرحله گروهی
قرعه کشی مرحله گروهی در ۸ اکتبر ۲۰۱۴ در مقر اواف‌سی در اوکلند، نیوزیلند برگزار شد. شش تیم در دو گروه سه تیمی قرار گرفتند که اوکلند سیتی و البسیتین در آن حضور داشتند. در هر گروه سه تیم به صورت رفت و برگشت با یکدیگر بازی کردند. نفرات برتر گروه به فینال، نایب قهرمانان به دیدار مقام سوم و تیم های سوم به دیدار مقام پنجم راه یافتند.
زمان تمامی بازی‌ها یوتی‌سی ۱۳:۰۰+ بود.

### گروه A
| رتبه | تیم                | بازی | برد | مساوی | باخت | گل زده | گل خورده | گل تفاضل | امتیاز | صلاحیت    |
| ---- | ------------------ | ---- | --- | ----- | ---- | ------ | -------- | -------- | ------ | --------- |
| ۱    | اوکلند سیتی        | ۲    | ۲   | ۰     | ۰    | ۱۳     | ۰        | ۱۳+      | ۶      | فینال     |
| ۲    | سنگاپور زیر ۲۳ سال | ۲    | ۰   | ۱     | ۱    | ۰      | ۴        | ۴−       | ۱      | مقام سوم  |
| ۳    | بودن تاون          | ۲    | ۰   | ۱     | ۱    | ۰      | ۹        | ۹−       | ۱      | مقام پنجم |

| اوکلند سیتی                                 | ۴–۰    | سنگاپور زیر ۲۳ سال |
| ------------------------------------------- | ------ | ------------------ |
| برلانگا ۱۲' · کیم ۴۴' · بیلن ۷۱' · میلن ۷۳' | Report |                    |

| بودن تاون | ۰–۰    | سنگاپور زیر ۲۳ سال |
| --------- | ------ | ------------------ |
|           | Report |                    |

| اوکلند سیتی                                                                                  | ۹–۰    | بودن تاون |
| -------------------------------------------------------------------------------------------- | ------ | --------- |
| تاده ۳'، ۴۴'، ۵۰' · وایت ۴۵+۲' · د وریس ۶۳'، ۹۰+۲' · ماتسوموتو ۶۶' · تاوانو ۷۲' · بورفوت ۸۱' | Report |           |

### گروه B
| رتبه | تیم             | بازی | برد | مساوی | باخت | گل زده | گل خورده | گل تفاضل | امتیاز | صلاحیت    |
| ---- | --------------- | ---- | --- | ----- | ---- | ------ | -------- | -------- | ------ | --------- |
| ۱    | آمیکال          | ۲    | ۲   | ۰     | ۰    | ۵      | ۱        | ۴+       | ۶      | فینال     |
| ۲    | البسیتین        | ۲    | ۱   | ۰     | ۱    | ۸      | ۳        | ۵+       | ۳      | مقام سوم  |
| ۳    | فیجی زیر ۲۰ سال | ۲    | ۰   | ۰     | ۲    | ۱      | ۱۰       | ۹−       | ۰      | مقام پنجم |

| فیجی زیر ۲۰ سال | ۰–۳    | آمیکال                              |
| --------------- | ------ | ----------------------------------- |
|                 | Report | اوچینو ۲۹' · گرازیا ۳۹' · نیکاس ۸۵' |

| آمیکال                 | ۲–۱    | البسیتین |
| ---------------------- | ------ | -------- |
| ساکاما ۵۴' · نیکاس ۸۰' | Report | کروز ۴۳' |

| البسیتین                                                  | ۷–۱    | فیجی زیر ۲۰ سال       |
| --------------------------------------------------------- | ------ | --------------------- |
| عجاج ۲۶'، ۳۹'، ۷۳' · سلطان ۲۹' · مالک ۳۴' · کروز ۷۵'، ۸۸' | Report | بودایش ۵۰' (گل‌به‌خودی) |

## مرحله نهایی

### رده بندی مقام پنجم
| بودن تاون                         | ۳–۰    | فیجی زیر ۲۰ سال |
| --------------------------------- | ------ | --------------- |
| براون ۲۹' · وود ۵۳' · ایبانکس ۶۴' | Report |                 |

### رده بندی مقام سوم
| سنگاپور زیر ۲۳ سال | ۰–۳    | البسیتین                   |
| ------------------ | ------ | -------------------------- |
|                    | Report | الرومی ۶۷' · نایم ۷۰'، ۸۳' |

### فینال
| اوکلند سیتی           | ۲–۱    | آمیکال     |
| --------------------- | ------ | ---------- |
| تاده ۵۳' · د وریس ۷۹' | Report | ساکاما ۴۱' |

## رتبه‌بندی نهایی
| رتبه | تیم                |
| ---- | ------------------ |
| 1    | اوکلند سیتی        |
| 2    | آمیکال             |
| 3    | البسیتین           |
| ۴    | سنگاپور زیر ۲۳ سال |
| ۵    | بودن تاون          |
| ۶    | فیجی زیر ۲۰ سال    |

## جوایز
| جایزه           | بازیکن        | تیم         |
| --------------- | ------------- | ----------- |
| توپ طلایی       | پانی نیکاس    | آمیکال      |
| کفش طلایی       | امیلیانو تاده | اوکلند سیتی |
| دستکش طلایی     | رامون سیلی    | بودن تاون   |
| بازی جوانمردانه | —             | آمیکال      |